# Сресер
42°56′ пн. ш. 17°26′ сх. д. / 42.94° пн. ш. 17.44° сх. д.
Сресер (хорв. Sreser) — населений пункт у Хорватії, в Дубровницько-Неретванській жупанії у складі громади Яніна.

## Населення
Населення за даними перепису 2011 року становило 192 осіб.
Динаміка чисельності населення поселення: